# ریزپردازنده

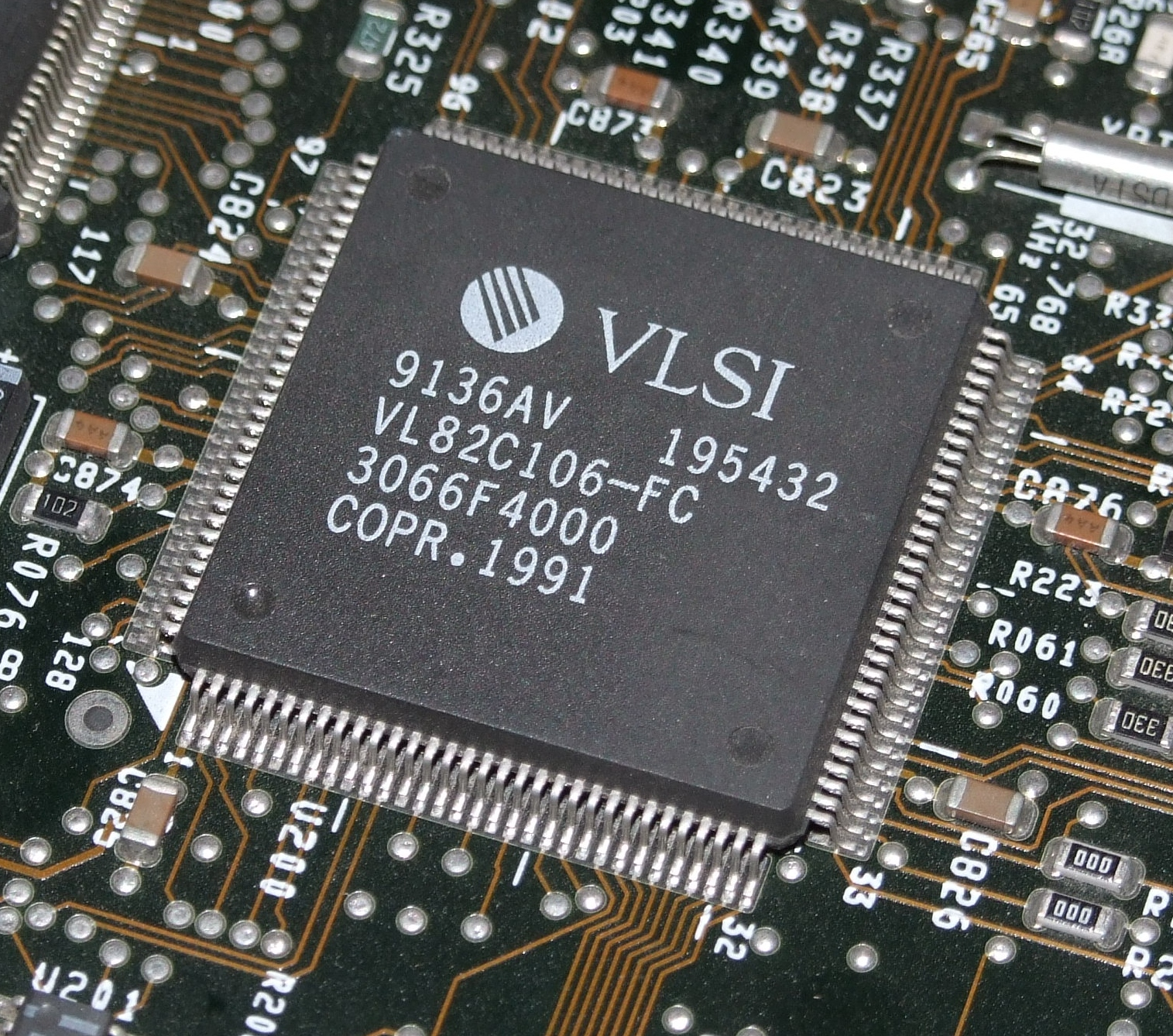
نوعی از یک ریزپردازنده

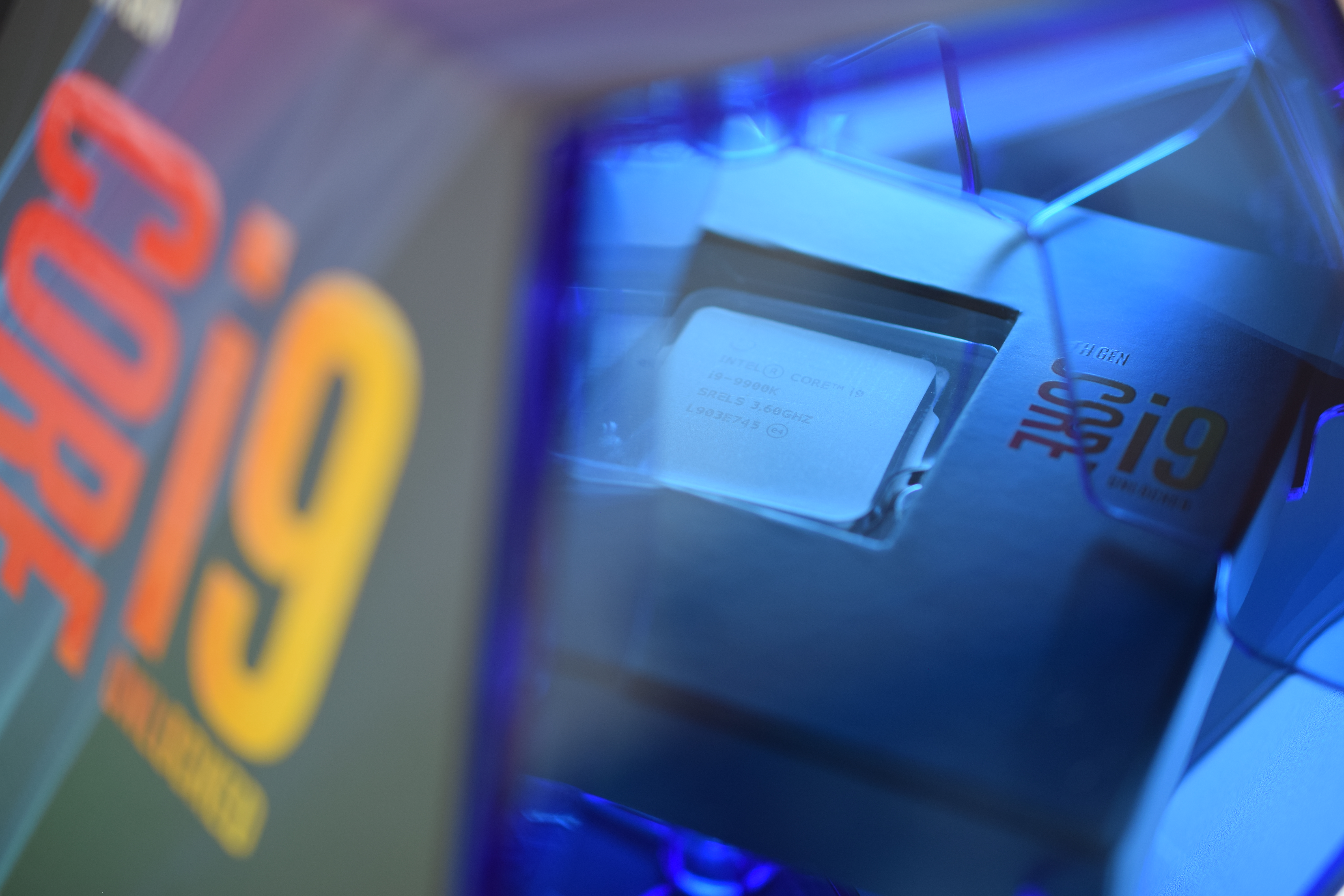
پردازنده اینتل core I9

ریزپرداز، یا ریزپردازنده یا میکروپرسسور (به انگلیسی: Microprocessor) تراشه کوچکی است که می‌تواند عملیات حسابی و منطقی را انجام دهد. این تراشه‌ها از تعداد بسیار زیادی ترانزیستور ساخته شده‌اند. که بر روی یک مدار مجتمع (یا بیشتر) پیاده‌سازی می‌شوند.
ریزپردازنده قلب هر رایانه دستی یا رومیزی است که به عنوان واحد پردازشگر مرکزی شناخته شده‌است. یک دستگاه محاسبه‌ای کامل است که روی یک تراشه واحد ساخته می‌شود و مجموع دستورهای دستگاه را اجرا می‌کند. سه کار مهم را انجام می‌دهد: یکی اینکه از واحد همبستگی منطقی/ حساب، استفاده می‌کند یعنی کارهای وابسته به ریاضی چون جمع، تفریق، ضرب و تقسیم‌ را انجام می‌دهد، دوم می‌تواند اطلاعات را از مکان یک حافظه به حافظه دیگر انتقال دهد و سوم اینکه می‌تواند تصمیم بگیرد و به یک سری از دستورهای جدید که بر اساس آن تصمیمات است جهش کند.
فناوری پردازنده‌ها بر پایه حداقل طول کانال ترانزیستور‌های آن‌ها که معمولاً "mosfet" هستند، سنجیده می‌شوند.
در واحدهای پردازش مرکزی P۴ عادی این مقدار ۰٫۱۸ میکرون است. در پردازنده‌های جدید این مقدار به ۱۲ نانومتر کاهش پیدا کرده‌است و هم‌اکنون نیز سعی بر کاهش آن است.
یکی دیگر از معیارهای فناوری پردازنده‌ها حداکثر بسامد پالس ساعت (Clock Pulse) است. هرچه این مقدار بیشتر باشد واحدهای منطقی داخلی سریع‌تر به ورودی‌ها واکنش می‌دهند.
یکی از مسایل مهم در طراحی ریزپردازنده‌ها، کنترل دمای CPU است. به دلیل افزایش روزافزون سرعت CPU، دمای داخلی هم زیاد می‌شود و احتمال سوختن پردازنده هست. یکی از راهکارهای کاهش گرما نصب گرماخور (Heatsink) روی سطح خارجی CPU و همچنین قرار دادن لوله‌های نازک دارای آب در داخل آن از این قبیل هستند.

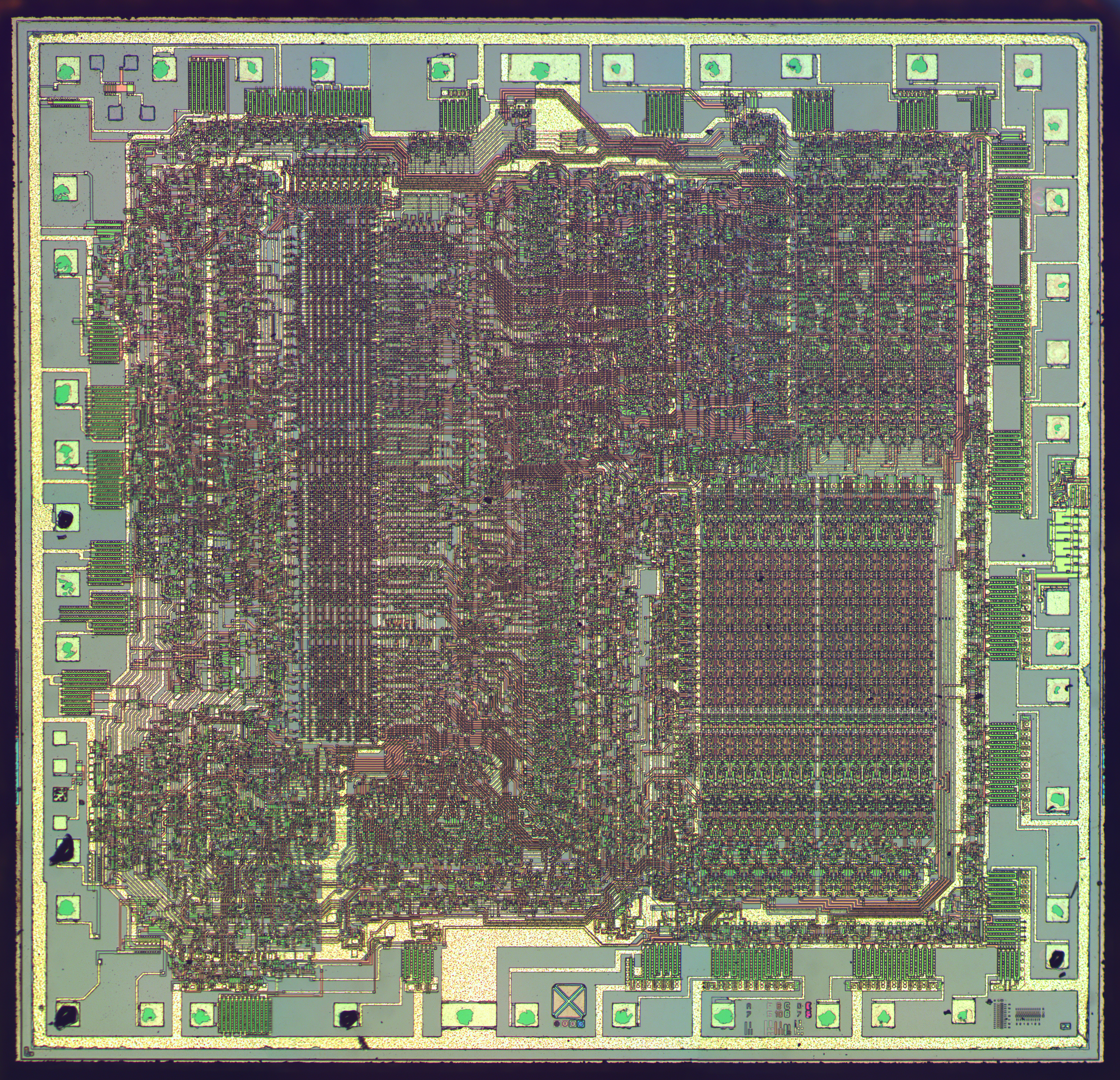
ریز پردازنده Z80A. بزرگیِ قالب‌ها 4950x4720 میکرومتر است و از یک فرایند با فناوری گره ۵ میکرومتر استفاده می‌کند.

## ساختار
آرایش درونی یک ریز پردازنده بر اساس سن طراحی و اهداف مورد نظر گرفته شده در آن بسیار متفاوت است. پیچیدگی مدار مجتمع همراه است با محدودیت‌های فیزیکی مانند، تعداد ترانزیستورهایی که می‌توان آن‌ها را در یک تراشه قرار داد، تعداد بسته‌بندی‌های نهایی که می‌توانند پردازنده را به دیگر بخش‌های سیستم متصل کنند، تعداد اتصالات ممکن در تراشه، و میزان حرارتی که تراشه می‌تواند ساطع کند. تکنولوژی پیشرفته تراشه‌های قدرتمند تر و پیچیده تری را امروزه ارائه می‌کنند.
ریز پردازنده‌های کوچک فرضی شامل واحدهایی هستند که می‌توانند عملیاتهای حسابی و منطقی را انجام دهند (ALU). ALU، عملکردهای مختلفی مانند جمع، تفریق، یا دیگر عملیتهای AND or OR را بر عهده دارد. هریک از عملکردهای مجموعه ALU، می‌توانند در این پردازنده‌ها نقش بسزایی داشته باشند برای مثال، ثبات‌ها می‌تواند مسئولیت کنترل سایر عناصر را بر عهده گیرد و نتایج آخرین عملکرد را نشان دهد (صفر، منفی، بیش از حد و غیره). بخش کنترل منطقی می‌تواند دستورالعمل‌هایی برای کدهای عملیاتی از حافظه بازیابی کند و مشخص کند برای هر عملیات چه بخشی باید دستورالعمل را اجاره کند. یک کد مجزای عملیاتی می‌تواند مسیر داده‌ها، ثبت، و دیگر عناصر موجود در پردازنده را به‌شدت تحت تأثیر قرار دهد.
همان‌طور که تکنولوژی در مدارها پیشرفت می‌کند، این امکان وجود دارد تا پردازنده‌های پیچیده‌تر و بیشتری را در یک تراشه قرار داد. اندازهٔ داده‌ها می‌تواند بزرگتر شود، و در اینصورت ترانزیستورهای بیشتری می‌توانند در تراشه قرار داده شوند و در نتیجه اندازه لغات می‌تواند از ۴ بیت به ۸ بیت افزایش یابد و در نتیجه به ۶۴ بیت برسد. ویژگی‌های بیشتری وجود دارد که می‌توان به معماری پردازنده اضافه نمود، ثبات‌ها می‌توانند سرعت برنامه‌ها را افزایش دهد، و از دستورالعمل‌های پیچیده برای ساخت برنامه‌های فشرده تر استفاده کنند. برای مثال، حساب ممیز اغلب در میکرو پردازنده‌های ۸ بیتی در دسترس نیست، اما می‌توان از راه نرم‌افزارها انرا اجرا نمود. ادغام واحدهای ممیز شناور را در آغاز می‌توان به عنوان مدارهای مجتمع جداگانه بررسی کرد و سپس انرا به عنوان بخشی از تراشه‌های میکرو پردازنده مشابه در نظر گرفت، و محاسبات ممیز شناور را افزایش داد. گاهی، محدودیت‌های فیزیکی مدارهای مجتمع می‌توانند رویکردهای خاصی به وجود آورند. به جای پردازش تمام کلمات می‌توان از یک مدار مجتمع استفاده نمود، مدارهای متعدد در زیر مجموعه‌های پردازش داده می‌توانند به صورت موازی قرار گیرند. درحالی‌که این کار نیازمند اصول منطقی دیگر می‌باشد، برای مثال، در هر بخش می‌توان کلمات بیشتری داشت، در نتیجه یک سیستم ۳۲ بیتی می‌تواند از مدارهای یکپارچه همراه با ظرفیت ۴ بیتی برای هر بخش استفاده کند.
با در نظر گرفتن توانایی قرار دادن ترانزیستورها ی بیشتر در تراشه، این امکان وجود دارد تا حافظه را به سهولت روی یک Die پردازنده یکپارچه‌سازی کرد. این حافظه نهان دارای مزیتهای بسیاری است و می‌تواند دستیابی به حافظه تراشه را آسان‌تر کند، و در نتیجه افزایش سرعت پردازش را ممکن سازد، در گذشته پردازنده با تأخیر و به آهستگی می‌توانست به حافظه خارجی دسترسی داشته باشد.

## اهداف خاص طراحی
یک پردازنده هدف کلی یک سیستم است. ابزار پردازش‌کننده خاصی وجود دارد که تکنولوژی را دنبال می‌کنند. میکروکنترلر ها، ریز پردازنده‌ها را با استفاده از ابزار ثانوی که در سیستم قرار دارند یکپارچه‌سازی می‌کنند. پردازش سیگنال‌های دیجیتال (DSP) مخصوص واحدهای منفرد پردازش است. واحدهای پردازشی گرافیکی ممکن است محدودیتی در برنامه‌ها و سهولت استفاده از آن‌ها نداشته باشند. برای مثال، GPU ها در طول سال ۱۹۹۰، بیشتر برنامه پذیر نبودند. امروزه امکانات کمی در مورد آن‌ها و برنامه‌ریزی با آن‌ها به وجود آمده‌است مانند برنامه‌نویسی شیدر (Vertex shader).
پردازنده‌های ۳۲ بیتی، دارای منطق دیجیتالی بیشتری هستند، بنابراین، پردازنده‌های ۳۲ بیتی (و گسترده‌تر) می‌توانند سرو صداهای بیشتری ایجاد کنند و از دیگر پردازنده‌ها مصرف بیشتری دارند؛ بنابراین پردازنده‌های ۸ یا ۱۶ بیتی بهتر از پردازنده ۳۲ بیتی برای سیستم دارای ترشه و میکرو کنترلر هستند و در واقع بخشی از سیگنال‌های ترکیبی بحساب می‌آیند که در مدارهای مجتمع قرار دارند و نسبت به صدای ایجاد شده حساس تر می‌باشند مانند آنالوگ‌هایی که نسبت به مبدل‌های دیجیتال رزولوشن بالاتری دارند. در یک فرایند مشابه، میکروهای ۸ بیتی از توان کمتری برای کار استفاده می‌کنند، و در برخی عملکردها می‌توانند توان بسیار کمتری نسبت به پردازنده‌های ۳۲ بیتی مصرف کنند.
با این حال، برخی از افراد می‌گویند، میکرو ۳۲ بیتی ممکن است از متوسط توان کمتری نسبت به میکرو ۸ بیتی استفاده کند، زمانی‌که نرم‌افزارها به عملیاتهای مشخصی نیاز دارند، مانند ممیزی شناور ریتضی، چرخهٔ ساعت بیشتری در ۸ بیت نسبت به ۳۲ بیت طول می‌کشد، و بنابراین، میکرو ۸ بیت زمان بیشتری در عملیاتهایی با توان بالا نیاز خواهد داشت.

## اپلیکیشن‌های جاسازی شده
هزاران آیتم وجود دارد که به‌طور سنتی مربوط به ریز پردازنده‌های کامپیوتری نمی‌شوند. این موارد شامل صدها و هزارها ابزار می‌شوند، ماشین‌ها (واحدها و تجهیزات جانبی آنها)، کلیدهای ماشین، ابزار و لوازم مورد نیاز برای ازمایش‌ها، اسباب‌بازیها، سوییچ‌ها و قطع‌کننده‌های مدار الکتریکی، هشدار دهنده دود، بسته‌های باتری، و اجزای بصری (از dvd پلیرها گرفته تا جعبه‌های گرامافون). برخی از این محصولات تلفن همراه، سیستم‌های DVD پلیر و HDTV نام دارند که برای ابزار مصرف‌کننده با توان بالا، هزینه کم، و میکرو پردازنده‌ها مورد نیاز هستند. به‌طور فزاینده ایی استانداردهای کنترل آلودگی نیازمند تولیدکنندگانی در زمینه خودروها هستند که بتوانند سیستم‌های ریزپردازنده در خودروها را مدیریت کنند و کنترل بهینه ایی روی خودرو داشته باشند . کنترل برنامه ناپذیر به هزینه‌های بیشتر، پیچیده‌تر نیاز دارند تا بتوانند به نتایج بهتری در زمینه عملکرد ریز پردازنده‌ها دست یابند.
برنامه کنترل ریزپردازنده (نرم‌افزارهای جاسازی شده) را می‌توان به راحتی طبق نیازهای متفاوت در خط تولید طراحی کرد، و اجازه دهیم طراحی مجدد محصول به حداقل برسد و کارایی محصول بالاتر رود. ویژگی‌های مختلفی وجود دارد که می‌توان انرا در مدل‌های مختلف در خط تولید مورد مقایسه قرار داد.
کنترل ریز پردازنده‌ها در یک سیستم می‌تواند استراتژی‌های لازم را فراهم سازد و می‌توان با استفاده از کنترل‌های الکترومغناطیسی و کنترل‌های الکترونیکی به اهداف مورد نظر رسید. برای مثال، یک سیستم کنترل موتور اتومبیلی است که می‌تواند بر اساس سرعت موتور، باری که موتور متحمل می‌شود و دمای محیط طیف وسیعی از عملکردهای سوخت را به وجود آورد و تنظیم کند.

## تاریخچه
ظهور کامپیوترهایی با قیمت پایین در مدارهای مجتمع توانست جامعه مدرن را تغییر دهد. ریز پردازنده‌های چند منظوره در کامپیوترهای شخصی برای محاسبات، ویرایش متن، صفحه نمایش‌های چند رسانه ایی، و ارتباط از طریق کامپیوتر مورد استفاده قرار می‌گیرند. ریزپردازنده‌های بسیاری هستند که در این سیستم‌ها قرار داده شده‌اند، و کنترل دیجیتالی روی بسیاری از تلفن‌های همراه و فرایندهای صنعتی و لوازم اتومبیل دارند.
اولین استفاده از واژه ریزپردازنده به سیستم‌های کامپیوتری Viatron بر می‌گردد که به شرح مدارهای مجتمع مورد استفاده در سیستم‌های ۲۱ می‌پردازند، این سیستم‌ها کامپیوترهای کوچکی بودند که در ۱۹۶۸ معرفی شدند.
اینتل اولین ریز پردازنده ۴ بیتی خود (۴۰۰۴) را در ۱۹۷۱معرفی و ریزپردازنده ۸ بیتی (۸۰۰۸) خود را در ۱۹۷۲ معرفی کرد. در طول دهه ۱۹۶۰، ریزپردازنده‌های کامپیوتری در مقیاس‌های کوچک و متوسط ساخته شدند (IC)، و هر کدام شامل صدها و هزاران ترانزیستور بودند. این ترانزیستورها بر روی تخته‌ها و مدارها قرار گرفتند، و اغلب به تابلوهای متعدد متصل شدند. تعداد زیادی از گیتهای منطقی گسسته با توان‌های الکتریکی متفاوت مورد استفاده قرار گرفتند و بنابراین حرارت بیشتری ایجاد کردند. فاصله ایی که سیگنال‌ها باید طی کنند تا به میان ICها و تخته‌ها برسند می‌تواند سرعت عملیاتی کامپیوتر را با محدودیت مواجه کند.
در مأموریت‌های فضایی ناسا به ماه در دهه ۱۹۶۰ تا ۱۹۷۰، تمام محاسبات پردازنده‌ها برای راهنمایی‌های اولیه و کنترل توسط یک پردازنده کوچک به نام "The Apollo Guidance Computer" انجام شد. در واقع نوعی استفاده از عناصر منطقی در مدارها که دارای سه ورودی NOR در گیت‌ها بود.
اولین ریز پردازنده در اوایل دهه ۱۹۷۰ به وجود آمد و برای محاسبات الکترونیکی مورد استفاده قرار گرفت، همچنین از رمز دو دویی برای معماری پردازنده ۴ بیتی استفاده شد. دیگر استفاده از ریز پردازنده‌های ۴ و ۸ بیتی، مانند ترمینال‌ها، پرینترها، و انواع ابزارهای خودکار بوده‌است. ریز پردارنده‌های ۸ بیتی و ۱۶ بیتی در دهه ۱۹۷۰ توانستند اهداف کلی را در نظر بگیرند و بر اساس ان عمل کنند.
از آنجا که در سال ۱۹۷۰، افزایش ظرفیت ریزپردازنده‌ها با تبعیت از قانون مور انجام شد، و این امر پیشنهاد می‌دهد که تعداد عناصر مورد استفاده در هر تراشه را می‌توان مورد بررسی قرار داد و در هر سال به دوبرابر رساند. با وجود تکنولوژی‌های اخیر، در هر دو سال، تغییر کرده‌است که در هر بار قانون مور هم مورد ارزیابی قرار گرفت.